# 田中圭
田中 圭（たなか けい、1984年〈昭和59年〉7月10日 - ）は、日本の俳優。東京都江東区亀戸出身。トライストーン・エンタテイメント所属。渋谷教育学園幕張高等学校卒業。妻は俳優のさくら。

## 来歴

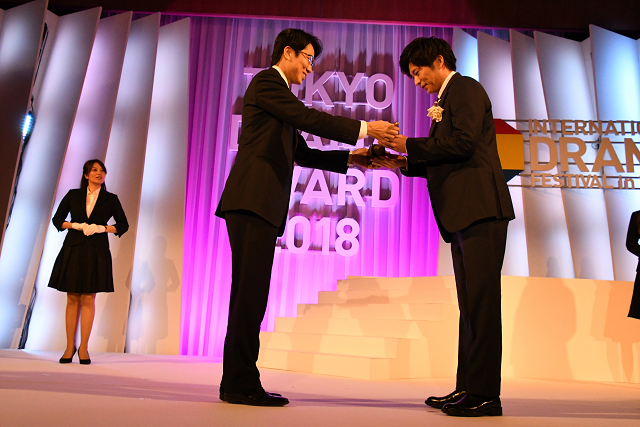
国際ドラマフェスティバル in TOKYO 2018「東京ドラマアウォード」授賞式にて（右）（2018年10月25日(木曜日)）（当時34歳）

2003年、ドラマ『WATER BOYS』で山田孝之演じる主人公の親友・安田孝の役を務め、脇役ながら注目を集めた。
2006年1月25日放送分のフジテレビのバラエティ番組『トリビアの泉 〜素晴らしきムダ知識〜』の確認VTRに登場し、何の脈絡もなく微笑みかける謎の青年として出演。その後も、幾たびかトリビア紹介本編前の冒頭部映像や確認VTRに登場している。これ以降も出演するドラマの番組宣伝を兼ねてバラエティ番組に出演する機会が多くなり、2007年10月からは『どうぶつ奇想天外!』に1年間レギュラー解答者として出演した。このほか、学園祭やトークイベントにも多く参加している。
2008年1月公開の映画『凍える鏡』の岡野瞬役で初の主演を務め、2009年4月から放送の連続ドラマ『子育てプレイ』と、同じく4月12日に放送された単発ドラマ『ホームレス中学生2』でテレビドラマ初主演となる。
2011年8月31日、ドラマ『まっすぐな男』で共演したタレント・女優（当時）のさくらと結婚したことを翌9月1日に双方の公式サイトで発表した。また、さくらが妊娠5か月であることも明らかになった。
2012年2月6日に長女、2016年8月3日に次女が誕生した。長女は田中が出演していたドラマ『ドクターX〜外科医・大門未知子〜』のワンシーンに幼稚園児のひとりとしてエキストラ出演経験があることを、2020年1月15日放送の『TOKIOカケル』にゲスト出演した際に明かした。
2018年8月3日、テレビ朝日系の音楽番組『ミュージックステーション2時間スペシャル』にスキマスイッチが出演。田中が主演を務めた同年4月期のテレビ朝日系ドラマ『おっさんずラブ』の主題歌となった「Revival」を披露するにあたり、田中が応援に駆け付け、演奏を見守った。生放送の音楽番組に出演したのは初めてである。
2018年8月8日、第97回ザテレビジョンドラマアカデミー賞において主演男優賞を受賞。俳優として活動を始め、19年目にして初めて主演男優賞を受賞した。
2018年9月13日に日本テレビ系で放送された『ぐるぐるナインティナイン』の『ぐるナイ史上初!今夜ゴチ新メンバーを発表!まさかの人気者にソワソワ大興奮SP』にて、人気コーナー「グルメチキンレース・ゴチになります!19」に大杉漣の後任としてレギュラー出演することが発表され、2020年12月24日のゴチ21最終戦でクビになるまで2年4ヶ月間レギュラーを務めた。
2021年3月、日本テレビ系で同年4月2日より始まる音楽番組『MUSIC BLOOD』のMCを千葉雄大と務めることが発表された。音楽番組のMCをレギュラーで務めるのは初。

## 不倫騒動
2025年4月23日、『週刊文春』にて、俳優・永野芽郁との不倫が報じられた。この報道に対し、田中と永野の双方の事務所は不倫関係を否定した。 田中が所属するトライストーン・エンタテイメントの会長である山本又一朗氏は、田中の普段からの言動などを説明した上で「本人には強く自戒を求める」などと述べた。田中は、5月2日に有料会員向けのブログで「誤解を招く軽率な行動」のあったことを認めて謝罪の言葉を述べた。
5月7日、『週刊文春』で続報が報じられた。内容は、永野と田中がLINEで親密なやりとりをしているというものだった。この報道に関して双方の事務所は「本人に確認したところ、そのようなやりとりはしていないとのこと」として、LINEでのやりとりを否定した。田中の事務所は「本人のコメントを信じたい」としていた。
報道後、「ブランド本来の価値を伝えることが難しい」などの理由で、広告キャラクターを務めていた各社公式サイトから関連コンテンツが削除された。さらには、5月14日に出演予定だった日本テレビ系『千鳥かまいたちゴールデンアワー』のラインアップが変更となり、出演者一覧から田中の名前が消えたことが5月10日に明らかになった。

## 人物
- 渋谷教育学園幕張高等学校卒業[21]。
- 身長178cm、体重58kg、肩幅43cm、靴のサイズ27.5cm。視力1.5。血液型O型、物心ついたころ（8歳）に両親が離婚しており、母子家庭で育っているため、会社の社長だったという父親のことは覚えていない。2018年1月15日（月曜日）に母ががんで65歳で他界[22]。5歳の時に妹も病気で他界[23]。
- 特技はバスケットボール[1]で、6歳のころに始める[24]。小学生の時に所属していたクラブチームで全国大会にも出場しており（YMCAの全国大会で幾度か優勝経験ありとの本人談。2023年8月22日放送の『踊る!さんま御殿!!』より[出典無効]）プロの選手になるのを夢見ていたが、中学3年の時に靭帯を傷める怪我を負い断念。その後、しばらくはバスケットボールから離れていたが、25歳くらいのころから再びプライベートで楽しんでいる[25]。その趣味を生かし、CMではプロバスケットボール選手の八村塁と共演した[26]。2023年には2023年FIBAバスケットボール・ワールドカップの日本テレビ系番組のメインキャスターに就任し、同じく競技経験者でテレ朝系中継のブースターを務める広瀬すずともイベント共演した[27]。
- 入浴好きを公言しており、趣味のひとつに銭湯巡りをあげている。また好物のひとつに和菓子をあげており、隔月誌『SODA』誌上において「銭湯と和菓子と田中圭（仮）」の連載をもっている。2019年3月29日、連載の3年分をまとめたムック本を刊行[28]。
- 実家で「ちょこ」という名の犬が飼われていた。名前の由来は「ちょこんと座っていた」から。『CREA』、『わんわん共和国[29]』など雑誌にも登場している。
- 連続テレビ小説『おひさま』に出演する縁で、2011年には『鶴瓶の家族に乾杯』へゲスト出演した。しかし、そのスタジオ収録の14時46分18.1秒に東北地方太平洋沖地震が発生。照明が落ちそうなくらいの激しい揺れだったと本人が語っている[30]。その後は一旦収録を再開したが、さらに余震が相次いだためにその日の収録は中止となり、後日改めて収録が行われた。
- 2018年4月期に主演を務めたテレビドラマ『おっさんずラブ』が人気を博し、それに伴い出演した俳優らも注目された。田中も例にもれず、過去に出版した複数の写真集が時を経て重版となり、特集記事の組まれたTVBros.2018年8月号は予約が殺到したため急遽発売日前に増刷が決定[31]。同年6月17日に函館競馬場で行われたトークショーには4700人を超えるファンが詰めかける事態となるなど、その人気の程を窺わせた[32]。
- 2018年下半期には第97回ザテレビジョンドラマアカデミー賞において主演男優賞を受賞した他、東京ドラマアウォード2018の主演男優賞[33]や日経トレンディ2018の今年の顔[34]、SUITS OF THE YEAR 2018[35]、GQ MEN OF THE YEAR[36]など、多くの賞を受賞し、飛躍の年となった。

## 出演

### テレビドラマ
- 火曜サスペンス劇場（日本テレビ）
  - 孤独な果実（2000年11月28日） - 生徒 役
  - 旅行添乗員椿晴子「ごもっともでございます」（2004年9月28日） - 吾妻春樹 役
- ごくせん 第10話（2002年6月26日、日本テレビ） - 大野 役
- 京都鴨川東署迷宮課おみやさん 第8話（2002年7月11日、テレビ朝日） - 大高聡 役
- お義母さんといっしょ 第8話 - 最終話（2003年2月25日、フジテレビ） - 平瀬明彦 役
- ホットマン 第1話（2003年4月10日、TBS） - ヨシイ 役
- WATER BOYS（2003年7月1日 - 9月9日、フジテレビ） - 安田孝 役
  - WATER BOYS 2005夏（2005年8月19日・20日）
- 心のひとつ -若いあなたに伝えたい名作-（2003年12月28日、NHK-BS2）
- はたち〜1983年に生まれて〜（2004年1月10日、フジテレビ）
- ほんとにあった怖い話「姉さん」（2004年1月31日、フジテレビ） - 吉川健二 役
- 気遣い☆純喫茶 第1話「翼の折れた鳥たち」（2004年5月1日、フジテレビ）
- オレンジデイズ 第8話（2004年5月30日、TBS） - 高瀬和弥 役
- 世界の中心で、愛をさけぶ（2004年7月2日 - 9月10日、TBS） - 安浦正 役
- 優しい時間（2005年1月13日 - 3月24日、フジテレビ） - 安西光夫 役
- ディビジョン1 ステージ9『miracle』（2005年1月12日 - 2月2日、フジテレビ） - 松田秀平 役
- 汚れた舌（2005年4月14日 - 6月23日、TBS） - 涼野光哉 役
- スローダンス（2005年7月4日 - 9月12日、フジテレビ） - 長谷部幸平 役
- 女の一代記（2005年11月25日、フジテレビ） - 花屋 役
- 白夜行（2006年1月12日 - 3月23日、TBS） - 菊池道広 役
- マキアージュ ドラマスペシャル ウーマンズ・アイランド〜彼女たちの選択〜（2006年2月24日、日本テレビ） - バイク便の青年 役
- 翼の折れた天使たち 第三夜「アクトレス」（2006年3月1日、フジテレビ） - 小野寺陸 役
- タイヨウのうた（2006年7月14日 - 9月15日、TBS） - 大西雄太 役
- もうひとつのシュガー&スパイス「片思いの彼編」（2006年9月20日、フジテレビ） - 吉沢琢磨 役
- 僕の歩く道（2006年10月10日 - 12月19日、関西テレビ・フジテレビ） - 三浦広之 役
- 花より男子2（リターンズ） 第7話（2007年2月16日、TBS） - 日向更の婚約者 役
- 冗談じゃない!（2007年4月15日 - 6月24日、TBS） - 友田聡 役
- 死ぬかと思った 第3話「箱男」（2007年4月14日、日本テレビ） - 森山敬三 役
- 松本喜三郎一家物語 〜おじいさんの台所〜 （2007年5月4日、フジテレビ） - 吉田安司 役
- 牛に願いを Love&Farm（2007年7月3日 - 9月11日、関西テレビ・フジテレビ） - 芦崎克也 役
- まるまるちびまる子ちゃん 第19回「敬老の日の巻」（2007年9月13日、フジテレビ） - 三竹のぶお 役
- The Spiders From Mars And Glamorous Angel 火星から来た蜘蛛の群れとグラマラスエンジェル（2007年9月29日、フジテレビ） - 塚本啓介 役
- 夢路 第37回（2008年1月27日、TBS）
- 交渉人〜THE NEGOTIATOR〜 第6話 - 最終回（2008年2月14日 - 28日、テレビ朝日） - 北岡信二 役
- ロス:タイム:ライフ 第6節「ヒーローショー編」（2008年3月8日、フジテレビ） - 大空正樹 役
- 無理な恋愛（2008年4月8日 - 6月17日、関西テレビ・フジテレビ） - 矢代文平 役
- 僕の島/彼女のサンゴ（2008年6月6日、NHK総合） - 大城孝太 役
- 魔王（2008年7月4日 - 9月12日、TBS） - 葛西均 役
- 土曜プレミアム ホームレス中学生（2008年7月12日、フジテレビ） - 田村慎一 役
  - ホームレス中学生2（2009年4月12日） - 主演・田村慎一 役
- キャットストリート（2008年8月28日 - 10月2日、NHK総合） - 小沢雅信 役
- 連続ドラマW（WOWOW）
  - 天国のスープ（2008年10月19日） - 川久保聡史 役
  - 蛇のひと（2010年3月7日） - 田中一 役
  - 地の塩（2014年2月16日 - 3月9日） - 馬場慶章 役
  - 大人番組リーグ2 第一夜 「ああ、ラブホテル」（2014年4月6日） - 一治 役
  - 十月十日の進化論（2015年3月28日） - 安藤武 役
  - ダブル・ファンタジー（2018年6月16日 - 7月14日） - 岩井良介 役
  - コールドケース2 〜真実の扉〜 第5話「指輪」（2018年11月10日） - 荻野朔太郎 役
  - OZU 〜小津安二郎が描いた物語〜　第1話「出来ごころ」（2023年11月12日） - 主演・喜八 役[37]
  - おい、太宰（2025年6月29日 - ） - 主演・小室健作 役[38][39]
- 星新一ショートショート「ささやき」（2008年11月17日、NHK総合）
- 銭ゲバ 第2話・第3話・最終話（2009年1月24日・31日・3月14日、日本テレビ） - 白川正輝 役
- ヴォイス〜命なき者の声〜 第4話（2009年2月2日、フジテレビ） - 五十嵐富士夫 役
- 警官の血（2009年2月7日・8日、テレビ朝日） - 宮野俊樹 役
- ハンサム★スーツ THE TV（2009年3月31日、フジテレビ） - 宗助 役
- 子育てプレイ（2009年4月8日 - 6月24日、毎日放送） - 主演・山本岳 役
- 君のせい（2009年5月4日・5日、TBS） - 真田隆也 役
- 探偵Xからの挑戦状! Season1 第6回「セブ島の青い海」（2009年5月6日、NHK総合） - 重内和宏 役
  - 探偵Xからの挑戦状!スペシャル「ゴーグル男の怪」（2011年8月5日、NHK総合） - 砂越刑事 役
- 官僚たちの夏（2009年7月5日 - 9月20日、TBS） - 御影大樹 役
- 恋うたドラマSP 三日月 第1夜（2009年9月29日、TBS） - 堀川圭吾 役
- 深夜食堂 第7話（2009年11月25日、TBS） - 中島 役
- シスター（2009年12月11日、18日、NHK総合） - 山田直太 役
- まっすぐな男（2010年1月12日 - 3月16日、関西テレビ・フジテレビ） - 熊沢志郎 役
- 853〜刑事・加茂伸之介 第1話（2010年1月14日、テレビ朝日） - 高橋聖一 役
- 阪神・淡路大震災から15年 神戸新聞の7日間 〜命と向き合った被災記者たちの闘い〜（2010年1月16日、フジテレビ） - 社会部・陳友昱記者 役
- チェイス〜国税査察官〜（2010年4月17日 - 5月22日、NHK総合） - 窪田鉄雄 役
- 秘密（2010年10月15日 - 12月10日、テレビ朝日） - 根岸文也 役
- さよならロビンソンクルーソー（2010年12月29日、フジテレビ、フジテレビヤングシナリオ大賞） - 主演・梶谷慶介 役
- 外交官・黒田康作 （2011年1月13日 - 3月17日、フジテレビ） - 西園寺守 役
- 美咲ナンバーワン!!（2011年1月12日 - 3月16日、日本テレビ） - 三国武志 役
- トライ・エイジ -三世代の挑戦-（2011年2月10日、NHK BS-hi） - 金田一京助 役
- ショートピース （2011年3月20日、フジテレビ）
  - ショートピース2（2011年5月22日） - サラリーマン 役 - スーツの男 役
- 連続テレビ小説 おひさま（2011年4月4日 - 10月1日、NHK総合） - 須藤春樹 役
- BOSS 1シーズン 第7話（2011年6月2日、フジテレビ） - 小暮雅夫 役
- 東野圭吾3週連続スペシャル・回廊亭殺人事件（2011年6月24日、フジテレビ） - 里中二郎 役
- それでも、生きてゆく （2011年7月7日 - 9月15日、フジテレビ） - 日垣耕平 役
- たんぺん!〜大人のコメディ劇場〜（2011年7月31日、フジテレビ）
- 私が恋愛できない理由 （2011年10月17日 - 12月19日、フジテレビ） - 長谷川優 役
- もう誘拐なんてしない（2012年1月3日、フジテレビ） - スライダーマンを倒した若者 役
- デカ 黒川鈴木（2012年1月5日 - 3月29日、読売テレビ・日本テレビ） - 赤木忠志 役
- 月曜ゴールデン 伝説の監察医 オニグマの事件簿（2012年3月5日、TBS） - 春日正輝 役
  - 伝説の監察医 オニグマの事件簿2（2015年6月1日）
- NTTドコモ 20周年スペシャルドラマ 夢の扉 特別編「20年後の君へ」（2012年7月1日、TBS） - 澤田大地 役
- 負けて、勝つ 〜戦後を創った男・吉田茂〜（2012年9月8日 - 10月6日、NHK総合） - 吉田健一 役
- 私と彼とおしゃべりクルマ（2012年9月22日 - 29日、フジテレビ） - クルマの声/青年 役
- ドクターX〜外科医・大門未知子〜（テレビ朝日） - 森本光 役
  - ドクターX〜外科医・大門未知子〜 第1シリーズ（2012年10月18日 - 12月13日）
  - ドクターX〜外科医・大門未知子〜 第5シリーズ（2017年10月12日 - 12月14日）
  - ドクターX〜外科医・大門未知子〜 第7シリーズ 第7話（2021年11月25日 ）[40]
- ビブリア古書堂の事件手帖 （2013年1月14日 - 3月25日、フジテレビ） - 笠井菊哉 役
- 相棒 season11 第17・最終話（2013年2月27日・3月20日、テレビ朝日） - 岩月彬 役
- 読売テレビ開局55周年記念ドラマ「泣いたらアカンで通天閣」（2013年3月25日 - 27日、読売テレビ） - ラーメン評論家 役
- 第二楽章（2013年4月16日 - 6月11日、NHK総合） - 富永雅也 役
- ディスカバーデッド（2013年6月24日 - 27日、フジテレビTWO） - 宮田 役
- 神様のベレー帽〜手塚治虫のブラック・ジャック創作秘話〜（2013年9月24日、関西テレビ） - 石坂嗣雄 役
- ノーコン・キッド 〜ぼくらのゲーム史〜（2013年10月4日 - 12月20日、テレビ東京） - 主演・渡辺礼治 役
- 事件救命医〜IMATの奇跡〜（2013年10月6日、テレビ朝日） - 影浦琢磨 役
  - 事件救命医2〜IMATの奇跡〜（2014年6月15日）
- 死刑台の72時間（2013年11月26日・12月3日、NHK BSプレミアム） - 氷室孝明 役
- 大河ドラマ 軍師官兵衛（2014年1月5日 - 12月21日、NHK総合） - 石田三成 役
- 夜のせんせい（2014年1月17日 - 3月21日、TBS） - 上武俊介 役
- 花咲舞が黙ってない 第2話（2014年4月23日、日本テレビ） - 杉下祐一 役
- はちみつキッチン（2014年6月7日、TBS） - バーテンダーの彼 役
- 死神くん 第8・最終話（2014年6月13・20日、テレビ朝日） - 中平毅 役
- 歴史カクテル（2014年10月9日、フジテレビ） - 宮田六郎 役
- 徒歩7分（2015年1月6日 - 2月24日、NHK BSプレミアム） - 田中靖夫 役
- 残念な夫。（2015年1月14日 - 3月25日、フジテレビ） - 向井和之 役
- びったれ!!!（2015年1月14日 - 3月18日、テレビ神奈川他） - 主演・伊武努 役
- 世にも奇妙な物語 25周年スペシャル・春 〜人気マンガ家競演編〜「地縛者」（2015年4月11日、フジテレビ） - 早川善也 役
- アイムホーム（2015年4月16日 - 6月18日、テレビ朝日） - 本城剛 役
- なぜ家族は消されたのか?心を操る恐怖のサイコパス〜成海朔の挑戦II〜 （2015年7月1日、日本テレビ） - 真壁広樹 役
- HEAT（2015年7月7日 - 9月1日、関西テレビ・フジテレビ） - 濱田直紀 役
- 所轄魂（2015年9月20日、テレビ朝日） - 葛木俊史 役[41]
- 図書館戦争 -BOOK OF MEMORIES-（2015年10月5日、TBS） - 小牧幹久 役[42]
- 5→9〜私に恋したお坊さん〜（2015年10月12日 - 12月14日、フジテレビ） - 清宮真言 役[43]
- 恋の時価総額（2015年10月23日 - 12月25日、スカパー！） - 主演・栗野涼介 役[44]
- 家族ノカタチ 第2話 - 最終話（2016年1月24日 - 3月20日、TBS） - 高瀬和弥 役
- 早子先生、結婚するって本当ですか? 第2・3話（2016年4月28日・5月5日[45]、フジテレビ） - 佐賀俊介 役[46]
- お迎えデス。 最終話（2016年6月18日、日本テレビ） - 袴田弘 役
- ガードセンター24 広域警備指令室（2016年9月16日、日本テレビ） - 王子俊一 役
- 望郷 「みかんの花」（2016年9月28日、テレビ東京） - 奥寺健一 役[47]
- 江戸川乱歩短編集II黒手組（2016年12月27日、NHK BSプレミアム） - 私 役
- おっさんずラブ（テレビ朝日） - 主演・春田創一 役
  - 年の瀬 変愛ドラマ 第3夜「おっさんずラブ」（2016年12月31日）[48]
  - おっさんずラブ（2018年4月21日 - 6月2日）[49]
  - おっさんずラブ-in the sky-（2019年11月2日 - 12月21日）[50]
  - おっさんずラブ-リターンズ-（2024年1月5日 - 3月1日）[注 2][51][52]
- 幕末グルメ ブシメシ!（2017年1月10日 - 2月28日、NHK BSプレミアム） - 矢沢五郎右衛門 役
- 東京タラレバ娘（2017年1月18日 - 3月21日、日本テレビ） - 丸井良男 役
  - 東京タラレバ娘2020（2020年10月7日、日本テレビ）
- 感情8号線 第3話 - 第6話（2017年1月29日 - 2月19日、CS フジテレビTWO） - 結城和也 役
- 探偵少女アリサの事件簿（2017年1月28日、テレビ朝日） - 橘良太 役
- 恋がヘタでも生きてます（2017年4月6日 - 6月22日、読売テレビ・日本テレビ） - 雄島佳介 役[53]
- 警視庁・捜査一課長（season2）（2017年4月13日 - 6月22日、テレビ朝日） - 刑部公平 役[54]
- 伊藤くん A to E（2017年8月21日 - 10月2日、毎日放送 / 8月14日 - 10月4日、TBS） - 田村伸也 役
- 24時間テレビスペシャルドラマ（日本テレビ）
  - 時代をつくった男 阿久悠物語（2017年8月26日） - 上村一夫 役
  - 絆のペダル（2019年8月24日） - 新谷圭吾 役[55]
- 民衆の敵〜世の中、おかしくないですか!?〜 （2017年10月23日 - 12月25日、フジテレビ） - 佐藤公平 役[56]
- 健康で文化的な最低限度の生活（2018年7月17日 - 9月18日、関西テレビ・フジテレビ） - 京極大輝 役[57]
- 獣になれない私たち（2018年10月10日 - 12月12日、日本テレビ） - 花井京谷 役
- あなたの番です（2019年4月14日 - 9月8日、日本テレビ） - 主演・手塚翔太 役（原田知世とダブル主演）[58]
  - 劇場版公開記念!「あなたの番です」完全新撮スペシャル!（2021年12月10日、日本テレビ） - 主演・手塚翔太 役
- Iターン（2019年7月12日 - 9月27日、テレビ東京） - 竜崎剣司 役[59]
- シロでもクロでもない世界で、パンダは笑う。（2020年1月12日 - 3月15日、日本テレビ） - 森島哲也 役[60]
- 不協和音 炎の刑事 VS 氷の検事（2020年3月15日、テレビ朝日） - 主演・川上祐介 役[61]
- アンサング・シンデレラ 病院薬剤師の処方箋（2020年7月16日[注 3] - 9月24日、フジテレビ） - 瀬野章吾 役[65]
- 浦安鉄筋家族 第8話（2020年8月28日、テレビ東京） - 田中圭（写真出演） 役
- キワドい2人-K2- 池袋署刑事課 神崎・黒木 （2020年9月11日 - 10月16日、TBS） - 黒木賢司 役[66]
- 先生を消す方程式。（2020年10月31日 - 12月19日、テレビ朝日） - 主演・義澤経男 役[67]
- ナイト・ドクター（2021年6月21日 - 9月13日、フジテレビ） - 成瀬暁人 役[68]
- らせんの迷宮 〜DNA科学捜査〜（2021年10月15日[注 4] - 11月26日、テレビ東京） - 主演・神保仁 役[71]
- 真犯人フラグ 第8話（2021年12月5日、日本テレビ） - 手塚翔太 役[72]
- 津田梅子〜お札になった留学生〜（2022年3月5日、テレビ朝日） - 伊藤博文 役[73]
- 持続可能な恋ですか?〜父と娘の結婚行進曲〜（2022年4月19日 - 6月21日、TBS） - 東村晴太 役[74]
- リバーサルオーケストラ（2023年1月11日 - 3月15日、日本テレビ） - 主演・常葉朝陽 役（門脇麦とダブル主演）[75][76]
- unknown（2023年4月18日 - 6月13日、テレビ朝日） - 主演・朝田虎松 役（高畑充希とダブル主演）[77][78]
- ブラックポストマン（2023年8月18日 - 9月29日、テレビ東京） - 主演・副島力也 役[79]
- ブルーモーメント 第1話・第6話・第8話（2024年4月24日・5月29日・6月12日、フジテレビ） - 藤村四季 役（友情出演）[80]
- わたしの宝物（2024年10月17日 - 12月19日、フジテレビ） - 神崎宏樹 役[81]
- アンサンブル（2025年1月18日 - 3月22日、日本テレビ） - 宇井修也 役[82]
- Ossan’s Love Thailand 第7話（2025年2月17日、GMMTV / TELASA〈配信〉） - 春田創一 役（カメオ出演） ※タイ版「おっさんずラブ」[83]

### 映画
- 自殺サークル（2002年3月9日公開） - 屋上にいる高校生たち 役
- いま、会いにゆきます（2004年10月30日公開） - 澪の大学の友人 役
- 恋文日和 雪に咲く花（2004年12月4日公開） - 神代陽司 役
- 容疑者 室井慎次（2005年8月27日公開） - 黒木孝夫 役
- シムソンズ（2006年2月18日公開） - 加賀真人 役
- 東京大学物語（2006年2月25日公開） - 村上直樹 役
- bird call（2006年3月18日公開） - サトナカ　役
- バックダンサーズ!（2006年9月9日公開） - 茶野明 役
- 虹の女神 Rainbow Song（2006年10月28日公開） - 尾形学人 役
- 包帯クラブ（2007年9月15日公開） - 柳元紳一（ギモ）役
- 凍える鏡（2008年1月26日公開） - 主演・岡野瞬 役
- しあわせのかおり（2008年10月11日公開）- 高橋明 役
- キラー・ヴァージンロード（2009年9月12日公開） - 利根川純 役
- TAJOMARU（2009年9月12日公開） - 桜丸 役
- ブラック会社に勤めてるんだが、もう俺は限界かもしれない（2009年11月21日公開） - 木村翔太 役
- ラブコメ（2010年9月25日公開） - 村田美晴 役
- 七瀬ふたたび（2010年10月2日公開） - 岩淵了 役
- クロサワ映画（2010年10月23日公開）
- ランウェイ☆ビート（2011年3月19日公開） - 犬田悟（ワンダ） 役
- アフロ田中（2012年2月18日公開） - 岡本一 役
- レンタネコ（2012年5月12日公開） - 吉沢茂 役
- みなさん、さようなら（2013年1月26日公開） - 堀田 役
- 相棒シリーズ X DAY（2013年3月23日公開） - 主演・岩月彬 役
- 図書館戦争シリーズ - 小牧幹久 役
  - 図書館戦争（2013年4月27日公開）
  - 図書館戦争-THE LAST MISSION-（2015年10月10日公開）
- サンゴレンジャー（2013年6月15日公開） - 岸谷博人 役
- 予告犯（2015年6月6日公開） - 北村 役
- びったれ!!!（2015年11月28日（11月7日広島先行）公開） - 主演・伊武努 役
- バースデーカード（2016年10月22日公開） - 田中圭（本人） 役
- 伊藤くん A to E（2018年1月12日公開） - 田村伸也 役
- マンハント（2018年2月9日公開） - 北川正樹 役
- スマホを落としただけなのに（2018年11月2日公開） - 富田誠 役
  - スマホを落としただけなのに 囚われの殺人鬼（2020年2月21日公開） - 富田誠 役（特別出演）[84]
  - スマホを落としただけなのに 〜最終章〜 ファイナル ハッキング ゲーム（2024年11月1日公開）- 富田誠 役（特別出演）[85]
- 美人が婚活してみたら（2019年3月23日公開）- 矢田部 役[86]
- 劇場版 おっさんずラブ 〜LOVE or DEAD〜（2019年8月23日公開） - 主演・春田創一 役[87][88][89]
- 記憶にございません!（2019年9月13日公開） - 大関平太郎 役[90]
- mellow（2020年1月17日公開） - 主演・夏目誠一 役[91]
- 哀愁しんでれら（2021年2月5日公開） - 泉澤大悟 役[92]
- 映画 賭ケグルイ 絶体絶命ロシアンルーレット（2021年6月1日公開） - 賭場二郎 役[93]
- ヒノマルソウル〜舞台裏の英雄たち〜（2021年6月18日公開） - 主演・西方仁也 役[94][95][96]
- 総理の夫（2021年9月23日公開） - 主演・相馬日和 役（中谷美紀とのダブル主演）[97][98]
- そして、バトンは渡された（2021年10月29日公開） - 森宮壮介 役[99][100][101]
- あなたの番です 劇場版（2021年12月10日公開） - 主演・手塚翔太 役（原田知世とのダブル主演）[102]
- 女子高生に殺されたい（2022年4月1日公開） - 主演・東山春人 役[103][104]
- 極主夫道 ザ・シネマ（2022年6月3日公開） - ナレーション[105]
- ハウ（2022年8月19日公開） - 主演・赤西民夫 役[106]
- 耳をすませば（2022年10月14日公開） - 園村 役
- 月の満ち欠け（2022年12月2日公開） - 正木竜之介 役[107]
- Gメン（2023年8月25日公開） - 八神紅一 役[108][109]
- あの人が消えた（2024年9月20日公開） - 荒川渉 役[110][111]
- 劇場版ドクターX FINAL（2024年12月6日公開） - 森本光 役[112]
- 私にふさわしいホテル（2024年12月27日公開） - 遠藤道雄 役[113][114]
- 三谷幸喜『おい、太宰』劇場版（2025年7月11日公開） - 主演・小室健作 役[115][116]

### バラエティ
- トリビアの泉（2006年1月 - 2月、フジテレビ） - ※VTR「謎の少年」出演（計4回）
- どうぶつ奇想天外!（2007年10月 - 2008年9月、TBS） - ※レギュラー
- 魁!音楽番付 presents Growing up Fes. 2013 〜生で真夜中に新成人の門出を祝え！〜（2013年1月19日、フジテレビ） - メインMC[117]
- ぐるぐるナインティナイン『グルメチキンレース・ゴチになります!』（2018年9月13日 - 2020年12月24日、日本テレビ） - ※レギュラー
- 凄技!仮スマ動画（2019年5月26日・2019年8月26日・2019年12月22日、日本テレビ） - 仮スマサポーター
- スゴ動画超人GP（2020年4月28日・2020年9月18日・2021年3月16日、日本テレビ） - 超人サポーター
- 田中圭の俳優ホン打ち（2023年3月29日・30日・31日、フジテレビ）[118]
- 芸能人格付けチェック(2024年1月7日 、ABCテレビ)

### スポーツ番組
- FIBAバスケットボールワールドカップ2023（2023年7月3日 - 2023年8月、日本テレビ） - メインキャスター[119][120]

### ドキュメンタリー
- ONE ASIA アジア麺ロードを行く（2014年9月15日、RKB毎日放送制作、TBS系列） - 旅人[121]

### 音楽番組
- MUSIC BLOOD（2021年4月2日 - 2022年9月30日、日本テレビ系） - MC[11]
- 第70回NHK紅白歌合戦（2019年12月31日、 NHK総合・ラジオ第1） - ゲスト審査員
- サントリー 1万人の第九 ひびきあう、今（2023年12月16日、 毎日放送・TBS系列） - MC

### オリジナルビデオ
- 東京フレンズ 第1・4話（2006年6月、avex/フジテレビ） - 岩槻航 役
- 審理（2008年、最高裁判所） - 五十嵐義男 役

### 配信
- 角川ホラーシネマ 稲川淳二の戦慄のホラー 「ファインダーの記憶」（2003年、角川） - 邦夫 役
- bird call（2005年10月、EZチャンネル） - サトナカ 役
- 私の頭の中の消しゴム アナザーレター（2006年4月 - 6月、GyaO） - 松本圭介 役
- 言霊の女たち。 （2010年7月、LISMO Channel） - 井上悟 役
- サヨナラの恋（2010年10月 - 12月、BeeTV） - 新藤光輝 役
- 恋愛体感ドラマ ファーストクラス〜Ep2.「3年ぶりに会った元カレの件」（2013年7月、UULA） - 松田保 役[122]
- 結婚させてください!! Episode4 「お義母さまはモンスター」（2014年6月、NOTTV） - 和宏 役
- ワークスタイルドラマ 声（2015年12月、サイボウズ） - 主演・片岡光治 役[123]
- グッドモーニング・コール 第7・8・10話（2016年2月 - 6月、フジテレビオンデマンド、Netflix） - 上原卓也 役
- 不倫食堂（2018年3月7日 - 28日、フジテレビオンデマンド） - 主演・山寺隆一 役[124]
- ミス・シャーロック/Miss Sherlock（2018年5月、HBOアジア、Hulu） - 米山俊夫 役
- 田中圭24時間テレビ（2018年12月15日21時 - 12月16日21時、AbemaSPECIAL2）[125][126][127]
- 死神さん（2021年9月17日 - 10月22日、Hulu） - 主演・儀藤堅忍 役[128]
  - 死神さん2（2022年9月17日 - 10月22日、Hulu）[129]
- 松本まりかクリスマス24時間生テレビ（2021年12月24日21時 - 12月25日21時、AbemaTV） - 修平 役[130]
- A2Z（2023年2月3日、Amazon Prime Video） - 森下一浩 役[131][132]
- the FACE 〜100まで愛して〜（2023年10月12日 - Lemino） - MC [133]
- おっさんずラブ-リターンズ- 春田と牧の新婚初夜（2024年1月6日 - 配信終了、TVer） - 春田創一 役[134]
- おっさんずラブ‐リターンズ‐ スピンオフドラマ 禁断のグータンヌーボ（2024年3月2日 - 9日、TELASA） - 春田創一 役[135]

### テレビアニメ
- クレヨンしんちゃん（2021年9月25日、テレビ朝日） - 相馬日和 役（映画『総理の夫』の役柄およびコラボとして）[136]
- ドラえもん（2024年11月23日、テレビ朝日） - 田中エイ 役[137]

### 劇場アニメ
- ドットハック セカイの向こうに（2012年1月26日公開） - 岡野智彦 役[138]

### 吹き替え
- モンスター・ヴァース - マーク・ラッセル 役（カイル・チャンドラー）
  - ゴジラ キング・オブ・モンスターズ（2019年5月31日公開）[139]
  - ゴジラvsコング（2021年7月2日公開）[140]
- ザ・ロストシティ（2022年6月24日公開） - アラン・キャプリズン 役（チャニング・テイタム）[141]

### ナレーション
- アーティスト・ドキュメント miwa （2012年6月30日 24:00 - 24:59、NHK BSプレミアム）[142]
- こうして僕らは医師になる〜沖縄県立中部病院　研修日記〜（2012年8月15日、NHK BSプレミアム）
- NHKドキュメンタリー「ターシャ・テューダーの森から〜ひ孫たちの夏日記〜」（2017年9月9日、NHK BSプレミアム）[143]
- 日テレ系お笑いの祭典 NETA FES JAPAN（2020年2月24日、日本テレビ）[144]
- 日テレ系お笑いの祭典『ネタフェスJAPAN』新春4時間スペシャル!!（2021年1月4日、日本テレビ）
- こうして僕らは医師になる〜沖縄県立中部病院 研修医たちの10年〜（2022年12月3日、NHK BS1）

### ラジオ番組
- 田中圭＆千葉雄大 TOKYO SPEAKEASY（2021年6月16日  TOKYO FM放送）
- 田中圭のオールナイトニッポン0(ZERO)〜映画「ハウ」スペシャル〜（2022年8月20日、ニッポン放送）

### ラジオドラマ
- 10-NIGHTS STORIES（2004年2月、TOKYO FM）
- 円都通信　SEEDS OF MOVIES 「朝日の陰で朝食を」（2004年5月27日 - 6月24日、TOKYO FM・JFN系列） - 佐々木直 役
- FMシアター 「それでも、僕は…」（2006年2月25日、NHK-FM） - 有馬洋平 役[145]
- FMシアター 「ケンタウルスの死」（2008年1月12日、NHK-FM） - 藤本陸 役[146]
- 10分の幸せものがたり（2010年5月度ゲスト、TBSラジオ）

### 舞台
- 死ぬまでの短い時間（2007年12月 - 2008年1月、ベニサン・ピット/シアター・ドラマシティ） - コースケ 役
- 偶然の音楽（2008年9月、世田谷パブリックシアター） - ジャック・ポッツィ 役
- 裏切りの街（2010年5月 - 6月、PARCO劇場 ほか） - 菅原裕一 役
- ガラスの葉（2010年9月 - 10月、世田谷パブリックシアター） - バリー 役
- LOVE LETTERS（2010年12月、PARCO劇場）
- 芸人交換日記〜イエローハーツの物語〜（2011年8月、東京グローブ座/OBP円形ホール） - イエローハーツ甲本 役
- 幻蝶（2012年3月 - 4月、シアタークリエ） - 内海真一 役
- 鎌塚氏、すくい上げる（2012年8月 - 9月、本多劇場、サンケイホールブリーゼ 他） - 由利松モトキ 役
- バブー・オブ・ザ・ベイビー - UNDEAD OR UNALIVE -（2013年5月 本多劇場/仙台市民会館大ホール） - 石井剛/池上局長/小林博/もも 役
- 銀河英雄伝説 初陣 もうひとつの敵（2013年8月 日本青年館 大ホール） - ヤン・ウェンリー 役
- Tribes（2014年1月、新国立劇場 小劇場 The Pit） - ビリー 役
- 夜への長い旅路（2015年9月、シアタートラム/シアター・ドラマシティ） - ジェイミー 役
- 夢の劇 -ドリーム・プレイ-（2016年4月 - 5月、KAAT神奈川芸術劇場/まつもと市民芸術館実験劇場/兵庫県立芸術文化センター阪急中ホール） - 詩人/プロンプター 役
- かもめ（2016年10月 - 12月、東京芸術劇場プレイハウス ほか） - トリゴーリン 役[147]
- 僕だってヒーローになりたかった（2017年7月、俳優座劇場/兵庫県立芸術文化センター） - 主演・小中正義 役
- 江戸は燃えているか TOUCH AND GO（2018年3月、新橋演舞場） - 村上俊五郎 役
- サメと泳ぐ（2018年9月 - 10月、世田谷パブリックシアター/仙台電力ホール/兵庫県立芸術文化センター 阪急 中ホール/福岡ももちパレス/松山市総合コミュニティセンター キャメリアホール/広島JMSアステールプラザ大ホール） - ガイ 役
- チャイメリカ（2019年2月 - 3月、世田谷パブリックシアター/愛知・東海市芸術劇場/兵庫・兵庫県立芸術文化センター/福岡・福岡市民会館） - 主演・ジョー 役
- もしも命が描けたら（2021年8月 - 9月、東京芸術劇場プレイハウス/兵庫・兵庫県立芸術文化センター/愛知・穂の國とよはし芸術劇場PLAT） - 主演・星野月人 役
- スジナシシアターVol.15 in シアター1010（2022年5月28日、東京都 シアター1010）[148]
- 夏の砂の上（2022年11月 - 12月、世田谷パブリックシアターほか） - 主演・小浦治 役[149][150]
- Medicine メディスン（2024年5月 - 6月、シアタートラムほか）-主演・ジョン・ケイン 役[151]
- 陽気な幽霊（2025年5月 - 6月、シアタークリエほか） - 主演・チャールズ・コンドマイン 役[152]

### CM・広告
- 任天堂
  - 「マリオパーティ3」（2000年）
  - 「スーパー マリオパーティ」（2018年9月21日 - 2025年）
- ベネッセ 「進研ゼミ高校講座」（2001年 - 2003年）
- クオーク（2001年）
- ミツカン「ミツカン酢」（2001年 - 2003年）
- トヨタ自動車
  - 「カローラフィールダー」（2002年）
  - 「ラクティス」×牛に願いを Love&FarmコラボCM（2007年）
- 日本コカ・コーラ（2002年）
- NTTドコモ 「はじめてのドコモショップ」（2002年）
- スクウェア 「アンリミテッドサガ」（2002年 - 2003年）
- みずほ銀行（2003年）
- 日本放送協会 「受信料キャンペーン」（2004年）
- ネスレ日本 キットカット「学校、突然、ライブハウス。」（2005年） - 声の出演
- ジャックス 「ジャックスカード」（2005年）
- 花王（2007年 2018年 - 2025年）
  - 健康エコナ（2007年）
  - アタック 除菌EX スーパークリアジェル（2018年2月）
  - ハミングFine（2019年5月 - ）[153]
  - ビオレu The body（2019年8月 - 2025年5月）[154][155][156]
- レオパレス21『決め手は家具・家電』篇（2007年）
- 競輪（2010年）
- エスプリライン「スピードランニング」（2010年 - 2013年）
- 大塚製薬 「カロリーメイト」（2010年）
- サッポロビール「ヱビスビール」（2011年）
- 日本生命 「未来創造物語」シリーズ（2012年 - 2013年） - 主任・川島博史 役
- ハウスウェルネスフーズ 「生ローヤルゼリー500」（2012年）
- イオン 「ライトダウン」（2012年）
- サントリー 「サントリー角瓶・角ハイボール」（2014年 - 2025年）[157][158][159]
- リクルート「タウンワーク」（2014年）
- しまむら「HK WORKS LONDON for men」（2018年5月 - 2025年） - 広告[160]
- 山形米 「雪若丸」（2018年10月6日 - 2025年）[161][162][163]
- アフラック生命保険「健康保険医療保険」（2018年10月 - 2019年）[164]
- ソフトバンク（2019年1月 - 2020年）[165]
- BOAT RACE振興会（2019年1月 - 2020年12月）[166]
- 森永乳業「MOW」（2019年3月28日 - 2020年）[167][168]
- サントリー食品インターナショナル「伊右衛門 特茶」（2019年4月2日 - 2020年8月31日）[169]
- 一建設（2019年7月 - 2020年）[170]
- 味の素（2019年 - 2020年）
  - 「鍋キューブ」（2019年9月27日 - 2025年）[171]
  - 「スチーミー」（2020年4月28日 - 2025年）[172]
- 東日本旅客鉄道「新幹線eチケット」（2020年）[173]
- スクウェア・エニックス「ドラゴンクエストウォーク」（2020年） - 中村倫也と共演[174]
- Wolt「オススメを選んでおきました!」篇（2022年）
- freee「クラウド会計ソフトfreee」（2023年2月 - 2025年）[175]
- キッコーマン
  - 大豆麺（2024年3月 - 2025年）[176]
  - 基本のおかずつゆ（2024年3月 - 2025年）[177]
  - わが家は焼肉屋さん（2024年3月 - 2025年）[177]
  - 超焼肉のたれ（2024年3月 - 2025年）[177]
  - うちのごはん（2025年4月）[178]
- サントリーウエルネス「セサミンバイタル」（2024年6月 - 2025年）[179]

### MV
- sacra「イエスタデイ」（2004年） - 大貫隆一 役
- 大塚愛「金魚花火」SHORT FILM（2004年）
- スキマスイッチ
  - 「飲みに来ないか」（2005年）[注 5]
  - 「Revival」（2018年）[注 6]
- 大田クルー「マハラジャスーパースター」（2006年）
- ケツメイシ「聖なる夜に」（2007年）
- 平井堅「キャンバス」（2008年）
- KAME&L.N.K「school life」（2009年）
- 東方神起「Stand by U」ドラマver.（2009年）
- レミオロメン
  - 「恋の予感から」（2009年）
  - 「花鳥風月」（2010年）
- 7!!「バイバイ」（2011年）
- 秦基博「仰げば青空」（2019年）[180] - 高校教師 役
- Sonar Pocket「80億分の1」（2021年）[181]

## 作品

### 写真集
- 花の周りを飛ぶ虫はいつも（2008年2月14日、ワニブックス）
- 月刊MEN 田中圭（2011年9月21日、ポニーキャニオン）
- R（2016年3月28日、ぴあ）
- 田中圭PHOTOBOOK KNOWS（2016年12月15日、東京ニュース通信社）
- 銭湯と和菓子と田中圭（仮）（2019年3月29日、ぴあ）
- AERA STYLE MAGAZINE meets KEI TANAKA（2020年1月15日、朝日新聞出版）[182]
- 田中圭写真集 休日（2023年7月10日、講談社）[183]

### CD
- 会いたいよ（2019年7月7日配信 / 2019年9月4日シングルCD発売） - 主演ドラマ『あなたの番です 第2章・反撃編』の主題歌。役名である手塚翔太名義[184]。MV「会いたいよ-ドラマ・スペシャルカットVer.-」にも手塚翔太役で出演[185]

## 受賞歴
2008年
- 第12回日刊スポーツ・ドラマグランプリ（夏ドラマ）助演男優賞（『魔王』）
- 月刊TVnaviドラマ・オブ・ザ・イヤー2008（7月 - 9月期） 助演男優賞（『魔王』）

2014年
- 第2回ベストクールビズ大賞[186]

2018年
- 第97回ザテレビジョンドラマアカデミー賞 主演男優賞（『おっさんずラブ』）[187]
- 東京ドラマアウォード2018 主演男優賞（『おっさんずラブ』）[33]
- SUITS OF THE YEAR 2018 アート&カルチャー部門
- 日経トレンディ 2018年 今年の顔
- GQ MEN OF THE YEAR 2018 ブレイクスルー・オブ・ザ・イヤー賞
- オリコン2018年ブレイク俳優ランキング 1位

2019年
- エランドール賞 新人賞[188]
- 第22回日刊スポーツ・ドラマグランプリ 主演男優賞（『おっさんずラブ』） [189]
- 第102回ザテレビジョンドラマアカデミー賞 主演男優賞（『あなたの番です』）
- 第1回MOREエンタメアワード 最愛主演俳優賞[190]

2020年
- 第31回日本ジュエリーベストドレッサー賞 男性部門[191]
- 第28回橋田賞 新人賞（『あなたの番です』、『おっさんずラブ-in the sky-』）[192]
- 第23回日刊スポーツドラマグランプリ 主演男優賞（『あなたの番です』、『おっさんずラブ-in the sky-』）[193]

2021年
- 第50回 ベストドレッサー賞 芸能部門[194]

2023年
- 第115回ザテレビジョンドラマアカデミー賞 助演男優賞（『リバーサルオーケストラ』）[195]